# Glossaire du owarai
Le glossaire suivant présente les termes, généralement d'origine japonaise, liés au monde de l'humour au Japon : le owarai. (ordre alphabétique hepburn) 
Un grand nombre de ces termes peuvent être utilisés dans d'autres domaines de la culture japonaise tels que la télévision, la radio ou la musique.
Certains termes font pleinement partie du langage courant au Japon.
- bangumi (番組?). Terme général désignant une émission de télévision ou de radio.
- batsu game (罰ゲーム, batsu gêmu?, littéralement Jeu de punition)[1]. Désigne un type de gage ou de défi où les participants sont soumis à des punitions comiques ou humiliantes (mais pas non-éthiques) en cas d'échec.
- boke (ボケ?). Issu du verbe bokeru 惚ける ou 呆ける, qui signifie "sénilité" ou "tête en l'air" et se traduit par une tendance à l'erreur d'interprétation et à l'oubli. Le boke est le membre "simple d'esprit" d'un duo comique owarai konbi pratiquant le manzai, et reçoit la plupart des violences verbales et physiques de la part du tsukkomi, le membre "intelligent". Le tsukkomi (突っ込み) fait référence au rôle que joue le second comédien en s'interposant et en corrigeant les erreurs du boke. Il est courant que le tsukkomi réprimande le boke et le frappe sur la tête d'un coup sec ; traditionnellement, le tsukkomi se servait d'un éventail pour frapper le boke. En dehors du monde owarai, le terme boke est parfois utilisé dans le langage courant comme une insulte, similaire à "idiot" en anglais, ou baka en japonais.
- konto (コント?, venant du français "conte")[2]. Sketch. C'est le nom donné aux sketches dans lesquels les humoristes jouent des personnages. Un konto utilise généralement des accessoires, des arrière-plans et des décors tels que des costumes et des lieux, contrairement au manzai. Un konto peut être joué par n'importe quel nombre de personnes, alors que le manzai est traditionnellement joué par deux personnes se tenant debout devant un micro. (le tsukkomi et le boke).
- corner (コーナー, kônâ?). Ce mot est généralement utilisé en japonais pour signifier "rubrique", "séquence" ou "segment" et désigne une partie d'émission avec un contenu spécial.
- dajare (駄洒落 ou ダジャレ?)[3]. Jeu de mots.
- dokkiri (ドッキリ?)[4],[5]. Caméra cachée. Les caméras cachée sont très répandues à la télévision japonaise depuis les années 1990. Il existe un très grand nombre de pièges, mais les plus connus sont : une chute dans un trou, une mauvaise nouvelle, un objet cassé, un mensonge, un objet qui tombe, une grosse éclaboussure, de fortes odeurs etc. Les dokkiri geinin (ドッキリ芸人?, littéralement Les humoristes de caméras cachées) sont des humoristes normaux dont les réactions plaisent au public. Il est important de noter que certains humoristes simulent leur réaction et que le public, même s'il s'en doute, n'y prête pas grande attention, du moment que la situation est comique. Les humoristes qui subissent beaucoup de caméras cachées changent fréquemment, pour raisons logiques : trop de caméras cachées sur la même personne amène à la redondance au niveau des réactions, la lassitude du public et l'épuisement du stocks de farces utilisables. Les producteurs et metteurs en scène d'émissions ont également un défi à relever : trouver de nouvelles farces à utiliser. En effet, plus les farces sont diffusées à l'écran et moins les humoristes tomberont dans le piège.

## Pages liées
- Owarai
- Manzai
- Compétitions humoristiques au Japon
- Catégorie:Duo comique japonais
- Yoshimoto Kogyo

## Sources et références
1. ↑  (en) « Gaki no Tsukai, No Laughing Batsu Game 2021 Canceled, What Happened », sur DualShockers, 20 septembre 2021 (consulté le 10 juillet 2023)
2. ↑  (ja) SHINTA+, « Owarai & Owarai Geinin | Very popular Japanese entertainment, Guided by Japanese webmaster ! », sur MONOSHIRI Japan, 24 juillet 2021 (consulté le 10 juillet 2023)
3. ↑  (en) Jack, « Dajare: 13 Types of Japanese Puns », sur Tofugu, 18 octobre 2016 (consulté le 10 juillet 2023)
4. ↑  (en) « The Dokkiri ! Pranks on Celebs », sur NIPPON TV (consulté le 10 juillet 2023)
5. ↑  « Caméra cachée : ce Japonais est réveillé d'une manière inoubliable ! », sur Gentside, 7 février 2014 (consulté le 10 juillet 2023)